# Hermissenda
Hermissenda Bergh, 1879 è un genere di molluschi nudibranchi della famiglia Myrrhinidae.

## Tassonomia
Comprende le seguenti specie:
- Hermissenda crassicornis (Eschscholtz, 1831)
- Hermissenda emurai (Baba, 1937)
- Hermissenda opalescens (J.G. Cooper, 1863)